# Lasioglossum latitarse
Lasioglossum latitarse är en biart som först beskrevs av Heinrich Friese 1909.  Lasioglossum latitarse ingår i släktet smalbin, och familjen vägbin. Inga underarter finns listade i Catalogue of Life.

## Bildgalleri

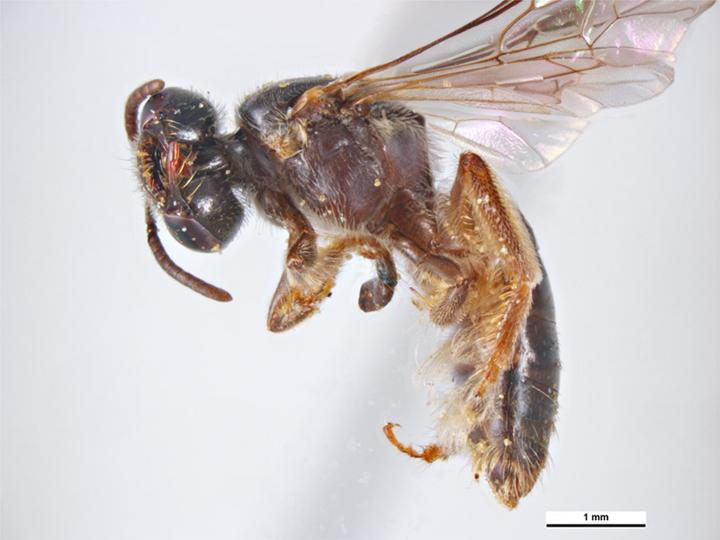
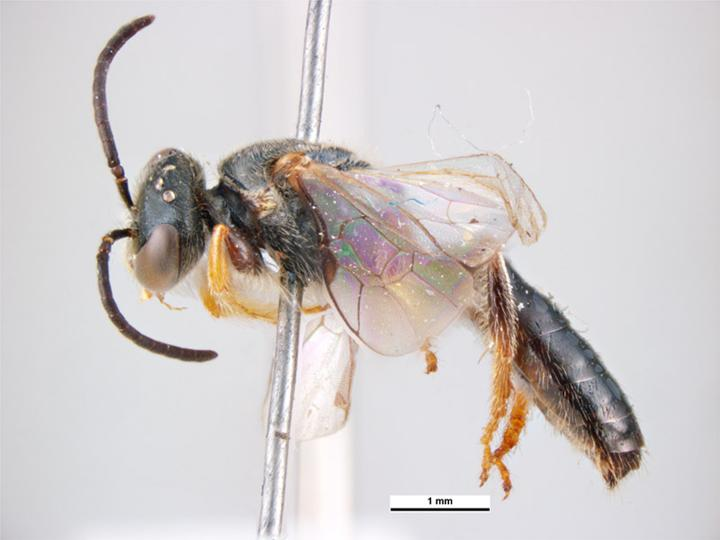